# 1484
- Wikisource

| Calendário gregoriano                                                        | 1484 MCDLXXXIV                                       |
| Ab urbe condita                                                              | 2237                                                 |
| Calendário arménio                                                           | 933 – 934                                            |
| Calendário bahá'í                                                            | -360 – -359                                          |
| Calendário budista                                                           | 2028                                                 |
| Calendário chinês                                                            | 4180 – 4181 Início a 28 de janeiro (aproximadamente) |
| Calendário copta                                                             | 1200 – 1201                                          |
| Calendário etíope                                                            | 1476 – 1477                                          |
| Calendários hindus - Vikram Samvat - Calendário nacional indiano - Cáli Iuga | 1539 – 1540 1405 – 1406 4584 – 4585                  |
| Calendário Holoceno                                                          | 11484                                                |
| Calendário islâmico                                                          | 889 – 890                                            |
| Calendário judaico                                                           | 5244 – 5245                                          |
| Calendário persa                                                             | 862 – 863                                            |
| Calendário rúnico                                                            | 1734                                                 |
| Calendário solar tailandês                                                   | 2027                                                 |

1484 (MCDLXXXIV, na numeração romana) foi um ano bissexto do século XV do Calendário Juliano, da Era de Cristo, e as suas letras dominicais foram D e C (53 semanas), teve  início a uma quinta-feira e terminou a uma sexta-feira.
| Ano completo                           |
| -------------------------------------- |
| Ano bissexto com início à quinta-feira |

## Eventos
- O Papa Inocêncio VIII sucede ao Papa Sisto IV.
- Heinrich Kramer e James Sprenger escrevem o livro "Malleus Maleficarum".
- Na Guerra das Rosas, o futuro Henrique VII de Inglaterra, ainda conde de Richmond declara-se opositor de Ricardo III e começa a recrutar um exército em Gales.
- Missionários portugueses visitam e controlam Warri, na Nigéria.

## Nascimentos
- 1 de Janeiro - Ulrico Zuínglio, teólogo suíço (m. 1531).
- Hans Baldung, pintor (m. 1545).
- Bartolomeu de las Casas, teólogo espanhol (m. 1566).

## Mortes
- 20 de Março - Michele Carcano, beato da Igreja Católica, fundador do hospital Sant'Anna de Como e do sistema bancário Montepio (n. 1427).
- 9 de Abril - Eduardo de Middleham, príncipe de Gales (n. 1473).
- 12 de Agosto - Papa Sisto IV.
- Christian Rosenkreuz, cavaleiro medieval e fundador da Ordem Rosacruz.